# Ironoquia lyrata
Ironoquia lyrata är en nattsländeart som först beskrevs av Ross 1938.  Ironoquia lyrata ingår i släktet Ironoquia och familjen husmasknattsländor. Inga underarter finns listade i Catalogue of Life.